# ديفيد بيتش (لاعب كرة قدم)
ديفيد بيتش (بالإنجليزية: David Peach)‏ هو لاعب كرة قدم بريطاني في مركز ظهير ‏، ولد في 21 يناير 1951 في بيدفورد في المملكة المتحدة. شارك مع منتخب إنجلترا تحت 21 سنة لكرة القدم. أما مع النوادي، فقد لعب مع سويندون تاون ونادي ساوثهامبتون ونادي غيلينغهام ونادي ليتون أورينت.